# Gasthof zum Jägerwirt (Ernsgaden)

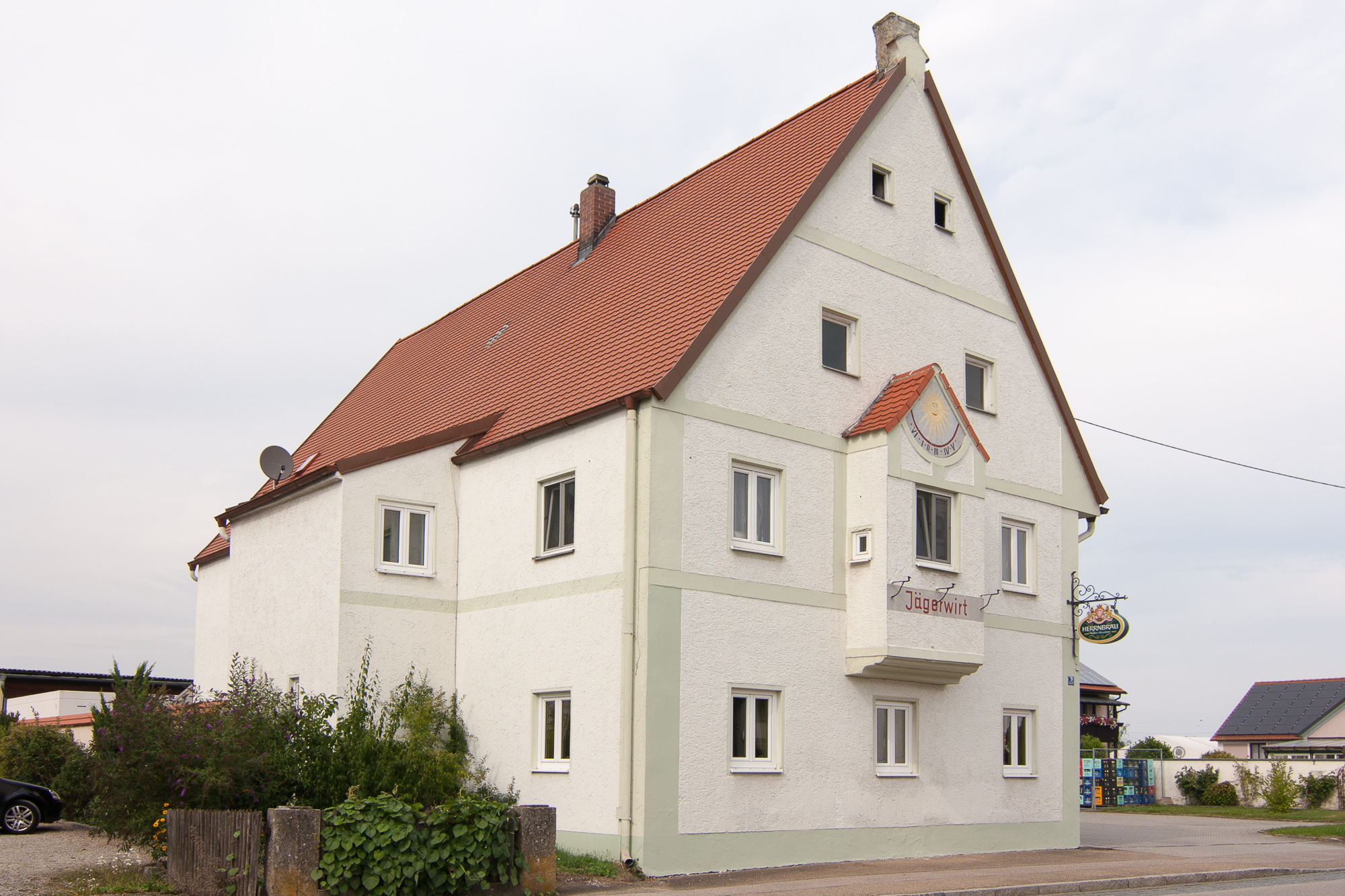
Gasthof zum Jägerwirt in Ernsgaden

Der Gasthof zum Jägerwirt in Ernsgaden, einer Gemeinde im oberbayerischen Landkreis Pfaffenhofen an der Ilm, wurde in der ersten Hälfte des 18. Jahrhunderts errichtet. Das Gasthaus an der Geisenfelder Straße 9 gehört zu den geschützten Baudenkmälern in Bayern.
Der zweigeschossige, verputzte Greddachbau mit Putzgliederung und Erker mit Sonnenuhr besitzt drei zu fünf Fensterachsen.